# 1964-es magyar férfi vízilabdakupa
A magyar férfi vízilabdakupa 1964-es kiírását a Ferencvárosi TC nyerte.

## Selejtezők
játéknapok: november 14., 15., 18., 21., 24., 28., 29. december 4., 6.
A csoport
| Hely. | Csapat           | M | Gy | D | V | G+ | G– | Gk  | P | Továbbjutás vagy kiesés    |     | SZOL | BPSP | OSC | MAFC | VTSK |
| ----- | ---------------- | - | -- | - | - | -- | -- | --- | - | -------------------------- | --- | ---- | ---- | --- | ---- | ---- |
| 1.    | Szolnoki Dózsa   | 4 | 3  | 1 | 0 | 27 | 10 | +17 | 7 | Továbbjutott az elődöntőbe |     | —    | 6–6  | 6–1 | 7–0  | 8–3  |
| 2.    | Bp. Spartacus    | 4 | 3  | 1 | 0 | 24 | 10 | +14 | 7 | Továbbjutott az elődöntőbe |     | 6–6  | —    | 5–3 | 6–0  | 7–1  |
| 3.    | Orvosegyetem SC  | 4 | 2  | 0 | 2 | 12 | 16 | −4  | 4 |                            |     | 1–6  | 3–5  | —   | 3–1  | 5–4  |
| 4.    | Műegyetemi AFC   | 4 | 1  | 0 | 3 | 6  | 19 | −13 | 2 |                            | 0–7 | 0–6  | 1–3  | —   | 5–3  |      |
| 5.    | Városi Tanács SK | 4 | 0  | 0 | 4 | 11 | 25 | −14 | 0 |                            | 3–8 | 1–7  | 4–5  | 3–5 | —    |      |

B csoport
| Hely. | Csapat             | M | Gy | D | V | G+ | G– | Gk  | P | Továbbjutás vagy kiesés    |      | FTC  | CSEP | VAS  | ÉP   | TBSC |
| ----- | ------------------ | - | -- | - | - | -- | -- | --- | - | -------------------------- | ---- | ---- | ---- | ---- | ---- | ---- |
| 1.    | Ferencvárosi TC    | 4 | 4  | 0 | 0 | 40 | 3  | +37 | 8 | Továbbjutott az elődöntőbe |      | —    | 5–1  | 10–1 | 14–1 | 11–0 |
| 2.    | Csepel Autó        | 4 | 3  | 0 | 1 | 21 | 6  | +15 | 6 | Továbbjutott az elődöntőbe |      | 1–5  | —    | 8–0  | 12–1 | 0–0  |
| 3.    | Vasas              | 4 | 1  | 1 | 2 | 8  | 23 | −15 | 3 |                            |      | 1–10 | 0–8  | —    | 3–3  | 4–2  |
| 4.    | Bp. Építők         | 4 | 1  | 1 | 2 | 10 | 32 | −22 | 3 |                            | 1–14 | 1–12 | 3–3  | —    | 5–3  |      |
| 5.    | Tatabányai Bányász | 4 | 0  | 0 | 4 | 5  | 20 | −15 | 0 |                            | 0–11 | 0–0  | 2–4  | 3–5  | —    |      |

A Csepel Autó-Tatabánya mérkőzés 2 pontját, 0-0-val a Csepel Autó kapta.
C csoport
| Hely. | Csapat        | M | Gy | D | V | G+ | G– | Gk  | P | Továbbjutás vagy kiesés    |     | UD  | IZZÓ | EGER | VM  |
| ----- | ------------- | - | -- | - | - | -- | -- | --- | - | -------------------------- | --- | --- | ---- | ---- | --- |
| 1.    | Újpesti Dózsa | 3 | 3  | 0 | 0 | 14 | 6  | +8  | 6 | Továbbjutott az elődöntőbe |     | —   | 4–3  | 4–3  | 6–0 |
| 2.    | Vasas Izzó    | 2 | 1  | 0 | 1 | 7  | 7  | 0   | 2 | Továbbjutott az elődöntőbe |     | 3–4 | —    | 4–3  |     |
| 3.    | Egri Dózsa    | 3 | 1  | 0 | 2 | 13 | 9  | +4  | 2 |                            |     | 3–4 | 3–4  | —    | 7–1 |
| 4.    | Vörös Meteor  | 2 | 0  | 0 | 2 | 1  | 13 | −12 | 0 |                            | 0–6 |     | 1–7  | —    |     |

- A Pécsi Dózsa visszalépett
- A Vasas Izzó-Vörös Meteor mérkőzést nem játszották le.

D csoport
| Hely. | Csapat          | M | Gy | D | V | G+ | G– | Gk  | P | Továbbjutás vagy kiesés    |     | BHSE | BVSC | MTK | B SP |
| ----- | --------------- | - | -- | - | - | -- | -- | --- | - | -------------------------- | --- | ---- | ---- | --- | ---- |
| 1.    | Bp. Honvéd      | 3 | 3  | 0 | 0 | 19 | 11 | +8  | 6 | Továbbjutott az elődöntőbe |     | —    | 6–3  | 6–5 | 7–3  |
| 2.    | BVSC            | 3 | 2  | 0 | 1 | 17 | 8  | +9  | 4 | Továbbjutott az elődöntőbe |     | 3–6  | —    | 8–2 | 6–0  |
| 3.    | MTK             | 4 | 1  | 0 | 3 | 13 | 17 | −4  | 2 |                            |     | 5–6  | 2–8  | —   | 6–3  |
| 4.    | Budai Spartacus | 3 | 0  | 0 | 3 | 6  | 19 | −13 | 0 |                            | 3–7 | 0–6  | 3–6  | —   |      |

## Elődöntők
A csapatok a selejtezőből az egymás elleni eredményeket magukkal hozták. Játéknapok: december 13. 13.
E csoport
| Hely. | Csapat          | M | Gy | D | V | G+ | G– | Gk | P | Továbbjutás vagy kiesés |     | FTC | BPSP | CSEP | SZOL |
| ----- | --------------- | - | -- | - | - | -- | -- | -- | - | ----------------------- | --- | --- | ---- | ---- | ---- |
| 1.    | Ferencvárosi TC | 3 | 3  | 0 | 0 | 14 | 6  | +8 | 6 | Továbbjutott a döntőbe  |     | —   | 3–2  | 5–1  | 6–3  |
| 2.    | Bp. Spartacus   | 3 | 1  | 1 | 1 | 12 | 12 | 0  | 3 | Továbbjutott a döntőbe  |     | 2–3 | —    | 4–3  | 6–6  |
| 3.    | Csepel Autó     | 3 | 1  | 0 | 2 | 8  | 11 | −3 | 2 |                         |     | 1–5 | 3–4  | —    | 4–2  |
| 4.    | Szolnoki Dózsa  | 3 | 0  | 1 | 2 | 11 | 16 | −5 | 1 |                         | 3–6 | 6–6 | 2–4  | —    |      |

F csoport
| Hely. | Csapat        | M | Gy | D | V | G+ | G– | Gk | P | Továbbjutás vagy kiesés |     | BHSE | UD  | IZZÓ | BVSC |
| ----- | ------------- | - | -- | - | - | -- | -- | -- | - | ----------------------- | --- | ---- | --- | ---- | ---- |
| 1.    | Bp. Honvéd    | 3 | 3  | 0 | 0 | 13 | 8  | +5 | 6 | Továbbjutott a döntőbe  |     | —    | 2–1 | 5–4  | 6–3  |
| 2.    | Újpesti Dózsa | 3 | 2  | 0 | 1 | 9  | 6  | +3 | 4 | Továbbjutott a döntőbe  |     | 1–2  | —   | 4–3  | 4–1  |
| 3.    | Vasas Izzó    | 3 | 1  | 0 | 2 | 12 | 11 | +1 | 2 |                         |     | 4–5  | 3–4 | —    | 5–2  |
| 4.    | BVSC          | 3 | 0  | 0 | 3 | 6  | 15 | −9 | 0 |                         | 3–6 | 1–4  | 2–5 | —    |      |

## Döntő
A csapatok az elődöntőből az egymás elleni eredményeket magukkal hozták. Játéknapok: december 19., 20., 23.
| Hely. | Csapat          | M | Gy | D | V | G+ | G– | Gk | P | Továbbjutás vagy kiesés |     | FTC | BHSE | BPSP | UD  |
| ----- | --------------- | - | -- | - | - | -- | -- | -- | - | ----------------------- | --- | --- | ---- | ---- | --- |
| 1.    | Ferencvárosi TC | 3 | 3  | 0 | 0 | 10 | 5  | +5 | 6 | Kupagyőztes             |     | —   | 2–0  | 3–2  | 5–3 |
| 2.    | Bp. Honvéd      | 3 | 2  | 0 | 1 | 3  | 3  | 0  | 4 |                         |     | 0–2 | —    | 1–0  | 2–1 |
| 3.    | Bp. Spartacus   | 3 | 1  | 0 | 2 | 7  | 6  | +1 | 2 |                         | 2–3 | 0–1 | —    | 5–2  |     |
| 4.    | Újpesti Dózsa   | 3 | 0  | 0 | 3 | 6  | 12 | −6 | 0 |                         | 3–5 | 1–2 | 2–5  | —    |     |

A Ferencváros kupagyőztes csapata: Ambrus Miklós, Steinmetz János – Bolvári Antal, Felkai László, Gerber Gyula, Gyarmati Dezső, Halasi Jenő, Kárpáti György, Kiss Egon, Kövecses Zoltán, Laukó Álmos, Szívós István, Werner György, edző: Fábián Dezső